# Бойкофф, Гарри
Гарри Дж. Бойкофф (англ. Harry J. Boykoff; 24 июля 1922, Бруклин, Нью-Йорк, США — 20 февраля 2001, Санта-Моника, Калифорния, США) — американский профессиональный баскетболист.

## Ранние годы
Гарри Бойкофф родился 24 июля 1922 года в Бруклине, самом густонаселённом боро Нью-Йорка, учился там же в школе имени Томаса Джефферсона, в которой играл за местную баскетбольную команду.

## Студенческая карьера
В 1947 году окончил университет Сент-Джонс, где в течение трёх с перерывом лет играл за баскетбольную команду «Сент-Джонс Рэд Сторм», в которой провёл успешную карьеру под руководством тренера, члена Зала славы баскетбола, Джо Лэпчика. При Бойкоффе «Рэд Сторм» три раза выигрывали регулярный чемпионат конференции Metropolitan New York (1943, 1946—1947), но ни разу не выигрывали турнир конференции Metropolitan New York, а также ни разу не выходили в плей-офф студенческого чемпионата США. В своём первом сезоне в составе «Рэд Сторм» Бойкофф стал лучшим бомбардиром команды, набирая по 16,6 очка в среднем за игру, за что по итогам сезона был включён в 1-ю всеамериканскую сборную NCAA. В последние два сезона его статистика практически не изменилась (16,5 и 16,7 очка в среднем за игру соответственно), но повторить свой успех ему не удалось.
В 1943 году «Сент-Джонс Ред Сторм» стали чемпионами Национального пригласительного турнира (NIT), разгромив в финальном матче команду «Толидо Рокетс» со счётом 48—27, а Гарри Бойкофф был признан самым ценным игроком турнира. В 2013 году он был включён в международный еврейский спортивный зал славы.

## Профессиональная карьера
Играл на позиции центрового. В 1947 году Гарри Бойкофф заключил соглашение с командой «Толидо Джипс», выступавшей в Национальной баскетбольной лиге (НБЛ). Позже выступал за команды «Уотерлу Хокс» (НБЛ, НБА), «Бостон Селтикс» (НБА) и «Три-Ситис Блэкхокс» (НБА). Всего в НБЛ и НБА провёл по 2 сезона. Всего за карьеру в НБЛ Бойкофф сыграл 120 игр, в которых набрал 1351 очко (в среднем 11,3 за игру). Всего за карьеру в НБА Гарри сыграл 109 игр, в которых набрал 1105 очков (в среднем 10,1 за игру), сделал 220 подборов и 209 передач. Помимо этого Бойкофф в составе «Джипс» один раз участвовал во Всемирном профессиональном баскетбольном турнире, но без особого успеха.

## Семья и смерть
Во время Второй мировой войны ему пришлось на два года прервать свою учёбу в университете (1943—1945). Его первая жена Ли Гудмен умерла в 1972 году, не оставив ему наследников. В 1982 году он женился повторно на Би Мондшейн Кан, которая родила ему двух дочерей (Эми и Рэнди) и одного сына (Терри). Кроме того у него была падчерица Эва, сестра Молли и пять внуков. Гарри Бойкофф умер от рака лёгких во вторник, 20 февраля 2001 года, на 79-м году жизни в городе Санта-Моника (штат Калифорния).

## Статистика

### Статистика в НБА
| Сезон                                                                                    | Команда   | Регулярный сезон | Регулярный сезон | Регулярный сезон | Регулярный сезон | Регулярный сезон | Регулярный сезон | Регулярный сезон | Регулярный сезон | Регулярный сезон | Регулярный сезон | Регулярный сезон | Серия плей-офф | Серия плей-офф | Серия плей-офф | Серия плей-офф | Серия плей-офф | Серия плей-офф | Серия плей-офф | Серия плей-офф | Серия плей-офф | Серия плей-офф | Серия плей-офф |
| Сезон                                                                                    | Команда   | GP               | GS               | MPG              | FG%              | 3P%              | FT%              | RPG              | APG              | SPG              | BPG              | PPG              | GP             | GS             | MPG            | FG%            | 3P%            | FT%            | RPG            | APG            | SPG            | BPG            | PPG            |
| ---------------------------------------------------------------------------------------- | --------- | ---------------- | ---------------- | ---------------- | ---------------- | ---------------- | ---------------- | ---------------- | ---------------- | ---------------- | ---------------- | ---------------- | -------------- | -------------- | -------------- | -------------- | -------------- | -------------- | -------------- | -------------- | -------------- | -------------- | -------------- |
| 1949/50                                                                                  | Уотерлу   | 61               |                  |                  | 41,3             |                  | 77,5             | 0,0              | 2,4              |                  |                  | 12,8             | Не участвовал  | Не участвовал  | Не участвовал  | Не участвовал  | Не участвовал  | Не участвовал  | Не участвовал  | Не участвовал  | Не участвовал  | Не участвовал  | Не участвовал  |
| 1950/51                                                                                  | Бостон    | 32               |                  |                  | 38,4             |                  | 71,4             | 4,2              | 1,3              |                  |                  | 6,3              | Не участвовал  | Не участвовал  | Не участвовал  | Не участвовал  | Не участвовал  | Не участвовал  | Не участвовал  | Не участвовал  | Не участвовал  | Не участвовал  | Не участвовал  |
| 1950/51                                                                                  | Три-Ситис | 16               |                  |                  | 36,1             |                  | 78,4             | 5,3              | 1,3              |                  |                  | 7,8              | Не участвовал  | Не участвовал  | Не участвовал  | Не участвовал  | Не участвовал  | Не участвовал  | Не участвовал  | Не участвовал  | Не участвовал  | Не участвовал  | Не участвовал  |
|                                                                                          | Всего     | 109              |                  |                  | 40,0             |                  | 76,5             | 2,0              | 1,9              |                  |                  | 10,1             | Не участвовал  | Не участвовал  | Не участвовал  | Не участвовал  | Не участвовал  | Не участвовал  | Не участвовал  | Не участвовал  | Не участвовал  | Не участвовал  | Не участвовал  |
| Наведите курсор мыши на аббревиатуры в заголовке таблицы, чтобы прочесть их расшифровку. |           |                  |                  |                  |                  |                  |                  |                  |                  |                  |                  |                  |                |                |                |                |                |                |                |                |                |                |                |